# 玉环城隍庙
玉环城隍庙，是中国一座已经拆毁的城隍庙建筑，位于玉环厅城关县前村（现浙江省玉环市玉城街道县前社区）玉城老街旁边。该庙举行的城隍寿辰庙会曾是玉环民俗之一。

## 历史
玉环城隍庙始建于1727年（清朝乾隆五年），当时正值玉环厅成立之初，但是该庙后来在1764年（乾隆二十九年）秋季毁于火灾。同年，玉环厅同知（地方官）王廷相到当地任官，发现只能在简陋地方拜祭城隍；他有感城隍对地方而言好比郡守县令般重要，决定重建城隍庙。王廷相捐出官俸作为经费，又发动地方力量资助建庙，最终在不足两个月之内完成重建工程，而施工后的城隍庙规模比先前更大。
在清代时，玉环城隍庙香火鼎盛，每天都有络绎不绝的人群来参拜和问卜；到民国初年，城隍庙的祭祀活动仍旧办得红红火火。1938年前后，城隍庙戏台进行修缮工程，并举行开光仪式。其后，随着中国抗日战争战火蔓延，玉环开始受到日军战斗机空袭，中国军队于是进驻城隍庙，并把一部分庙宇建筑改成粮仓，因此城隍庙香火日渐变得冷清。中华人民共和国成立后，玉环县税捐处以玉环城隍庙为办公地点，参拜者因而却步。
文化大革命时期，玉环城隍庙遭到严重破坏，庙宇建筑被打砸得破烂不堪，不过有村民暗中把庙内供奉的城隍神像搬到西门村（现玉城街道西门社区）一座庙内，加以掩藏保护，现今这座神像在西门城隍庙继续受到供奉。玉环城隍庙最终被改建成招待所，戏台则改为生产资料商店；即使后来国家落实新宗教政策，允许每条行政村设有一座保界庙，但城隍庙首事认为招待所难以改回庙宇，故选择另觅庙址，因此玉环城隍庙不复存在。

## 建筑结构和陈设
玉环城隍庙位于玉环城关县前村（现玉城街道县前社区）玉城老街临街处。城隍庙规模宏大、地方宽广，建筑风格古朴，整座庙宇建筑有正殿五间、东西厢房各三间、门庭五间。庙门外左右两边各有一尊马头将军神像（传说是城隍出巡的坐骑）以及一块青石制成的石鼓（俗称“大石面”），此外还有一对石狮子雕塑。
城隍庙中央大厅内最高的神柜上安放着黄杨木制成的城隍神像，神柜东西两边分别有“太岁爷”和“库柜官”两尊神像，前方有文武判官泥塑神像各一尊。大厅两侧有四尊神像，均为面目狰狞威武而身躯魁梧的武将造型，头戴盔甲，手持大刀、铁叉，身后插上靠旗。大厅左右两边分别有白无常、红元司、皂吏神像（皂吏神像置中，白无常神像在皂吏东边，红元司神像在皂吏西边），六尊神像合称为“六司”，传说掌管生死善恶。中央大厅正面对出处建有月台。
中央大厅西边的偏殿称为“后宫”，殿内中央处设有玉雕送子观音塑像，周围墙壁为假山，假山上有千百个放置各种小神像的洞穴；东面墙壁绘有壁画，以十殿阎罗为题材，描绘恶鬼被罚上刀山、下油锅的情况，以警戒世人不要作恶。中央大厅东边的偏殿称为“新宫”，设计成城隍夫妇的新房，殿内有颜色鲜艳的床铺、被褥、木家具，陈列一套女子妆奁；此偏殿平日锁闭，只在庙会期间开放参观。玉环民间传说指，当地有乡绅丧女后听信巫婆，以为女儿要嫁给城隍，便把女儿原先的嫁妆捐给城隍庙，因此庙方建立东边偏殿，作城隍和夫人的卧室。
城隍庙内收藏了几十件锡器，有锡壶、锡桶、锡瓶、鹿台、锡烧台等。其中，鹿台是一个用锡制成的鹿造型雕塑，像一头小牛那么大，重量逾百斤，鹿角用铜打造，可以插上蜡烛。这些锡器珍藏在庙里面，只在庙会期间放到中央大厅让人观赏。
城隍庙设有一座装饰华丽的戏台，戏台两边放置几排凳子，用来让富人看戏。戏台附设两层高的后台，下层用作化妆室和放衣箱，上层是演员宿舍。

## 城隍寿辰庙会
城隍寿辰庙会是庆祝农历二月廿二日城隍诞的庙会，一般从农历二月廿一日晚上开始，历时三、五、七、十天不等。期间，城隍庙内到处挂灯结彩，每座殿宇都高挂荷花灯、走马灯、红纱灯等各种传统花灯以及现代的煤气灯、汽油灯。温州、台州一带的信众在庙会期间齐集玉环城隍庙，向神明上香叩拜、许愿还愿，并上供牲礼香烛，祈求城隍保佑地方安宁富足。道士连续三日三夜在城隍神像前设坛拜忏，吹奏唢呐。庙方举行城隍出巡仪式，把城隍神像放置在神驾上，到城内招摇过市，一路上飘着彩旗、响起鼓乐，人们都涌到街上观看，以致街头水泄不通。有些民众患病后认为是触犯神灵之故，因此趁庙会期间来城隍庙“消罪”，自认轻罪者向管事买“犯人票”，自认重罪者戴上枷号，披头散发，化装成正被押送的罪犯，整天跪在城隍神像前祈求恕罪。
除了祭神祈愿以外，城隍寿辰庙会期间还会举行集市，形式类似现代中国大陆的物资交流会。本地商人和邻县客商趁着庙会人潮，纷纷到玉环老街经营临时商店和货摊，贩卖农具、家具、日用品、五金件、衣饰、布匹、参茸补品、儿童玩具等各色各样商品，以及镶牙、钉秤等工艺，加上棉花糖、海棠糕、汤圆、方糕、米饼等各种小吃叫卖。过去的玉环地方偏僻、交通不便，平日鲜有商贩出售优质高档商品，农具等生产工具尤为罕见，因此普罗大众都喜欢前来赶集。趁着庙会市集之际，赌博和色情产业也乘势出现，有些乡绅在家中整天开场放赌，以鸦片招待赌客，此外更有娼妓混入市集卖淫。
庙会亦是文化节会，街头艺人举行马术、杂技、戏法、马戏团、西洋镜、艺阁、踩高跷等游艺表演来吸引行人驻足观赏，晚上还会放焰火。城隍庙的戏台会举行最少十个晚上的戏曲表演，戏班酬劳通常由诸位集市商贩分摊。当地民众有“贴戏”的习俗，人们会自愿承担一场表演的开支，并在城隍庙外墙上张贴告示，以示自己献戏给城隍。